# Silveria Jacobs
Silveria Elfrieda Jacobs (Aruba, 31 juli 1968) is een Sint Maartens politica, en minister-president van Sint Maarten sinds 19 november 2019. Daarvoor was zij meermalen minister van Onderwijs, Jeugd, Sport en Cultuur.

## Biografie
Jacobs voltooide in 1986 de HAVO aan het Milton Peters College (Sint Maarten). Vervolgens behaalde zij het diploma Bachelor of Education aan de University of the Virgin Islands in de Amerikaanse Maagdeneilanden. 
Tussen 1992 en 2011 was Jacobs werkzaam op de Leonald Conner basisschool te Philipsburg (Sint Maarten), eerst als leerkracht en later als leerlingencoördinator.
In 2010 sloot Jacobs zich aan bij de politieke partij National Alliance (NA). Tussen 2012 en 2013 was zij minister van Onderwijs, Jeugd, Sport en Cultuur in het tweede kabinet Wescot-Williams. Dit ambt vervulde zij ook van 2015 tot 2018 in het eerste en tweede kabinet Marlin.
In 2014 werd zij gekozen tot statenlid. Bij de verkiezingen in 2014 en 2016 was zij de grootste stemmentrekker van de NA. Op 3 januari 2018 volgde zij William Marlin op als NA-partijleider, de eerste vrouw in deze functie. Zij werd statenlid en fractieleider na de verkiezingen op 16 februari 2018. In deze verkiezingen eindigde Jacobs voor de derde keer op rij als de tweede grootste stemmentrekker na Theo Heyliger.
Na de val van het kabinet-Marlin-Romeo II werd er een coalitieakkoord gesloten tussen de partijen NA, United St. Maarten Party (USP) en de onafhankelijke parlementsleden Luc Mercelina en Chanel Brownbill. Jacobs werd op 30 september 2019 door Gouverneur Eugene Holiday aangesteld als formateur van een interim-kabinet dat onder meer voorrang moet geven aan het afronden van de anti-witwaswetgeving en het voorbereiden van statenverkiezingen en electorale hervormingen. Het kabinet-Jacobs I werd op 19 november 2019 beëdigd en Silveria was tot 3 mei 2024 premier. Tijdens haar ambtsperiode heerste de coronacrisis in Sint Maarten; zij voerde onder meer reis- en andere beperkingen in.
Bij de verkiezingen van januari 2024 verloor de NA twee zetels, maar behield haar positie als de grootste partij met vier zetels in het parlement. Toen echter de partijen URSM, Partido Demokrat, Party for Progress en Nation Opportunity Wealth elk met twee zetels een overeenkomst tekenden voor de vorming van een nieuwe coalitieregering, moest de NA in de oppositie gaan.
Silveria's opvolger als premier is Luc Mercelina. Bij een tweede verkiezing in augustus 2024, na de plotselinge ineenstorting van het kabinet Mercelina, verloor de NA opnieuw een zetel en bleef met drie zetels de partij met de meeste stemmen. Als politiek leider behaalde Jacobs 283 stemmen, maar verloor haar zetel als parlementariër omdat haar aantal stemmen werd overtroffen door drie andere kandidaten op de lijst. Een week later kondigde zij haar afscheid als partijleider aan met ingang van 19 september 2024. Haar opvolger was Egbert J. Doran.